# 60a Brigada Mixta (Exèrcit Popular de la República)
La 60a Brigada Mixta va ser una unitat de l'Exèrcit Popular de la República creada durant la Guerra Civil Espanyola.

## Historial
La unitat va ser fundada el gener de 1937 al Front de Terol, creada a partir de forces de la Columna Rosal. El seu primer comandant va ser el major de milícies Dionisio Fernández López. A partir de juny va quedar enquadrada en la 42a Divisió.
El seu baptisme de foc va tenir lloc durant la batalla d'Albarrasí, el 5 de juliol. El dia 7 la 60a BM va aconseguir entrar en la localitat, però els defensors s'havien reagrupat en l'edifici de la Catedral, i a la brigada republicana li va ser impossible desallotjar-los. El dia 14 es va veure obligada a retirar-se precipitadament d'Albarrasí després de l'arribada de reforços enemics, però la 60a BM va ser rellevada de les operacions a causa dels seus forts baixes. El desembre de 1937 la unitat es trobava assignada a la reserva estratègica de l'Exèrcit republicà.
Durant l'ofensiva franquista d'Aragó la brigada va sostenir els seus principals combats en el sector de Lleida, participant en la defensa de la ciutat. Per a llavors estava adscrita a la 46a Divisió d'"El Campesino". El 31 de març cobria els afores de la ciutat, des del Camí de Malgovern fins Els Colladres, però l'endemà va perdre aquesta posició. Després de la caiguda de Lleida, la brigada va quedar establerta en el sector del cap de pont de Balaguer.
El 27 de maig va abandonar el sector de Balaguer i va quedar adscrita a la 3a Divisió del XV Cos d'Exèrcit, en preparació per a la seva participació en l'ofensiva de l'Ebre. El 26 de juliol va travessar el riu com a part del segon escalafó d'atac; el punt d'encreuament va estar a 3 km al sud de Flix, cooperant al costat d'altres forces en la captura d'aquesta localitat. Després va continuar el seu avanç cap a la Serra de la Fatarella i va establir les seves posicions davant de Vilalba dels Arcs, punt fort de les forces franquistes a l'Ebre. Va ser aquí on es va detenir el seu avanç. El 22 d'agost va haver d'acudir al sud del Vèrtex Gaeta per a tapar una bretxa oberta en la línia defensiva republicana, cosa que va aconseguir a costa de sofrir moltes baixes. Una setmana més tard es trobava a la vall de Corbera, però la seva situació era tan compromesa que va haver de ser rellevada per efectius de la 45a Divisió Internacional. El 20 d'octubre va ser retirada definitivament del cap de pont republicana per a sotmetre's a una profunda reorganització, quedant concentrada en la zona de Juncosa-Ulldemolins-Pobla de Cérvoles.
Quan a la fi de desembre va començar l'Ofensiva franquista de Catalunya, la 60a BM va passar a defensar la La Granadella, sofrint un gran nombre de baixes entre morts i ferits. El 12 de gener de 1939 la pressió enemiga va forçar la seva retirada cap a Alcover. Tres dies més tard la unitat va intentar mantenir la línia defensiva sobre el riu Gaià, al nord de la província de Tarragona, però va anar en va. El 24 de gener es trobava situada a Esplugues de Llobregat, però va ser incapaç de mantenir una línia defensiva ni de donar suport a la defensa de Barcelona, ciutat de la qual es va retirar el dia 26. Va continuar la seva retirada a través de la línia costanera, fins que 4 de febrer la 60a BM es va dissoldre i les seves últimes restes van travessar la frontera francesa.

## Comandaments
Comandants
- Major de milícies Dionisio Fernández López
- Major de milícies José García Acevedo

Comissaris
- Sófocles Parra Salmerón[4]
- Basilio Heredia Melendo